# Платов, Леонид Дмитриевич
Леони́д Дми́триевич Пла́тов (настоящая фамилия — Ломакин; 1906, Полтава — 1979, Москва) — русский советский писатель и журналист, военный корреспондент.

## Биография
Родился 1 (14) сентября 1906 года в Полтаве. В 1927 году окончил факультет политического просвещения Харьковского института народного образования (ныне — Харьковский национальный университет). С середины 1920-х годов работал в комсомольской печати. Активно путешествовал по СССР.
В годы Великой Отечественной войны работал военным корреспондентом. С сентября 1941 года в журнале «Пограничник», с июня 1943 в газетах «Красный черноморец», «Красный флот». Служил в звании майора с призыва в сентябре 1941 года до увольнения из административной службы ВМФ в марте 1946 года.
В 1947 году по мотивам романа В. А. Обручева «Земля Санникова» создал киноповесть «Птица Маук».
Последний (и самый объёмный) роман Леонида Платова «Московский салют», в конце 1970-х годов готовившийся к выходу в «Воениздате», увидел свет лишь в 2023 году.
Член Союза писателей СССР с 1953 года.
Умер 26 ноября 1979 года в Москве после долгой болезни. Урна с прахом захоронена в колумбарии на Ваганьковском кладбище.
Сын — телеведущий Сергей Ломакин.

## Награды
- орден Отечественной войны II степени (8.6.1945; был представлен к ордену Отечественной войны I степени)
- Медаль «За победу над Германией в Великой Отечественной войне 1941—1945 гг.»
- Медаль «За оборону Москвы»
- Медаль «За оборону Советского Заполярья»
- Медаль «За взятие Вены»

## Произведения
- «Дорога циклонов» — журнал «Вокруг света», 1938.
- «Трансарктический пассажир» — журнал «Самолет», 1939.
- «Аромат резеды», «Господин Бибабо», «Концентрат сна» — журнал «Вокруг света», 1939.
- «Солёная вода» — журнал «Смена», 1940.
- «Каменный холм» — журнал «Огонёк» 1941.
- «Земля Савчука» — журнал «Наша страна», 1941.
- «По реке Тайн» — журнал «Вокруг света», 1941.
- «Мгновение» — журнал «Знание — сила», 1951.

Дилогия «Повести о Ветлугине»:
- «Архипелаг исчезающих островов» (1949, дополненное издание в 1952).
- «Страна Семи Трав» (1954).

Также к «Повестям о Ветлугине» относятся повесть «Земля Савчука» и рассказ «Каменный холм».
Книги военно-приключенческой тематики: роман «Секретный фарватер» (1963, экранизирован в 1986 году), повести «Бухта Потаённая», «Когти тигра», «Предела нет», «Московский салют».